# Ant-Man

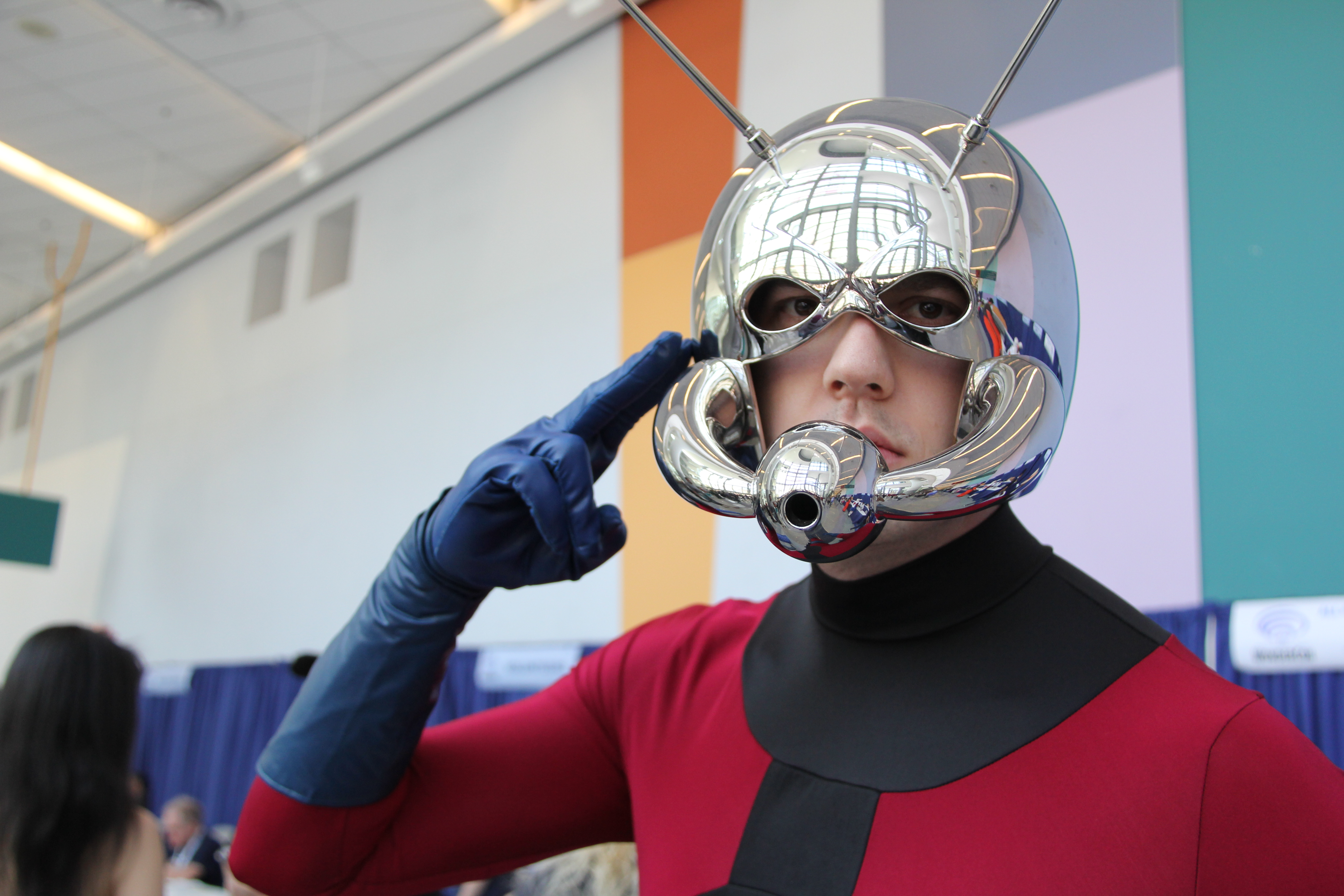
Cosplayer als Ant-Man mit seinem typischen Helm

Ant-Man ist der Name verschiedener Comicfiguren von Marvel Comics. Die ursprüngliche Figur wurde von Stan Lee, Larry Lieber und Jack Kirby geschaffen und hatte ihren ersten Auftritt in Tales to Astonish #27 (Januar 1962).

## Geschichte
Die Rolle des Ant-Man wurde in den Comics von vier verschiedenen Personen übernommen.
Dr. Henry „Hank“ Pym ist ein Biophysiker, der eine chemische Substanz entdeckte, mit der er seine Größe variieren kann (Tales to Astonish #7, 1962). Die Zeichner entwarfen ihn mit einem roten Superheldenkostüm mit einem auffälligen silbernen Helm. Es enthält Antennen und ein Mundstück, mit dem er telepathisch und verbal mit Ameisen kommunizieren kann. In späteren Ausgaben wurde ausgeführt, dass die chemische Substanz sog. Pym-Partikel enthielt, fiktive subatomare Elementarteilchen, die mit einer anderen Dimension verbunden sind. Pym startete mit dieser Entdeckung eine Superheldenkarriere, zuerst als Ant-Man (in geschrumpfter Form) und später als Giant-Man, Goliath und Yellowjacket. Er ist auch unter dem Aliasnamen Dr. Pym, the Scientific Adventurer bekannt.
Pym und seine spätere Frau, Janet van Dyne, wurden zu Gründungsmitgliedern der Avengers, doch eine Reihe von Selbstzweifeln und daraus resultierende, schwerwiegende Fehler – darunter die Erschaffung des schier unbesiegbaren Roboters Ultron – ließen Pym für eine Zeit lang aus den Reihen der Avengers ausscheiden. Er wurde später ein tragendes Mitglied der West Coast Avengers und gründete später in seiner alten Identität als Giant-Man die Avengers Academy, nachdem er durch eine traumatische Zeitreiseerfahrung zu der Ansicht kam, dass es seine Pflicht war, die jungen Rekruten vor einem Leben als Superschurken zu bewahren.
Die Identität des Ant-Man überließ Pym dem ehemaligen Dieb und Elektrotechniker Scott Lang, der einst den Anzug stahl, um seiner todkranken Tochter Cassandra „Cassie“ Lang zu helfen, und seitdem zu einem hochgeschätzten Mitglied der Marvel-Superheldenwelt avanciert ist. Lang erhielt sein Debüt in den Comics The Avengers #181 (1979) und Marvel Premiere #47 (1979).
Der dritte Ant-Man war Chris McCarthy. Er wurde von Robert Kirkman und Phil Hester geschaffen und hatte seinen ersten Auftritt in Irredeemable Ant-Man #1 (Dezember 2006). McCarthy war zuvor Agent von S.H.I.E.L.D. Zusammen mit Eric O’Grady wurde er beauftragt, Dr. Hank Pyms Labor zu schützen. Als Pym das Labor verlassen will, schlägt Eric O’Grady ihn k.o. Beide finden dann den Ant-Man-Anzug, den Chris McCarthy direkt ausprobiert und auf Ameisengröße schrumpft. Bei einem Angriff durch Hydra wird McCarthy später getötet und der Anzug geht an seinen Freund und Kollegen O’Grady.
Eric O’Grady ist der vierte Ant-Man. O’Grady ist ebenfalls Agent von S.H.I.E.L.D. O’Grady nimmt den Anzug schließlich, um seine eigenen Pläne damit umzusetzen. Später wird er Mitglied der Avengers: The Initiative und dann der Thunderbolts. Als Mitglied der Secret Avengers stirbt er bei einem Kampf gegen den Superschurken Father.

## Andere Medien
Ant-Man trat am 17. März 1979 in der NBC-Show Saturday Night Live im Sketch „Superhero Party“ auf. Im Sketch wurde er von Garrett Morris gespielt.
Im Juli 2015 kam der erste Ant-Man-Film als Teil der zweiten Phase des Marvel Cinematic Universe in die Kinos. Die Handlung weicht von der ursprünglichen Comic-Geschichte ab. Michael Douglas übernahm im Film die Rolle des Hank Pym und Paul Rudd spielt Scott Lang. Corey Stoll übernimmt die Rolle des Darren Cross/Yellowjacket. Garrett Morris hat im Film einen Cameo-Auftritt als Taxifahrer.
Rudd übernahm die Rolle des Ant-Man 2016 im Film The First Avenger: Civil War erneut. Hierbei wurde zum ersten Mal Scott Langs Fähigkeit gezeigt, sich in den riesenhaften Giant-Man zu verwandeln.
Auch im zweiten Ant-Man-Film, Ant-Man and the Wasp, erschienen im Juli 2018, war Rudd der männliche Titelheld. 2019 war er auch in Avengers: Endgame zu sehen.
Anfang 2023 kam der dritte Ant-Man-Film (Ant-Man and the Wasp: Quantumania) in die Kinos, ebenfalls mit Rudd in der Hauptrolle.